# لوگالاندا
لوگالاندا، یا لوگال-آندا یک پادشاه سومری اهل لاگاش بود که در سده بیست و چهارم پیش از میلاد سلطنت کرد.
لوگالاندا پسر کاهن اعظم لاگاش بود و توسط او به سلطنت رسید. در این زمان کاهنان اعظم لاگاش بسیار نفوذ داشتند و یا خود بر تخت سلطنت مینشستند یا تصمیم میگرفتند چه کسی بر آن بنشیند. در زمان لوگالاندا کاهنان، مخصوصا کاهنان اعظم، نفوذ قدرتمند و تاثیرگذار خود را همچنان حفظ کردند.
تمام منابع تاریخی که از لوگالاندا نام برده اند به اتفاق او را یک پادشاه عیاش و فاسد میدانند. به گفته آنان در دوران سلطنت او فساد گسترش یافت و ضعیفان با بی عدالتی مواجه شدند. در کتیبه ها آمده است که شاه تقریباً ۶۵۰ مورگن (بیش از ۶۵۰ هکتار) زمین را مصادره کرد. 
لوگالاندا پس از ۹ سال سلطنت، توسط یک شورش مردمی به سرکردگی پادشاه اوروکاگینا از سلطنت خلع شد.

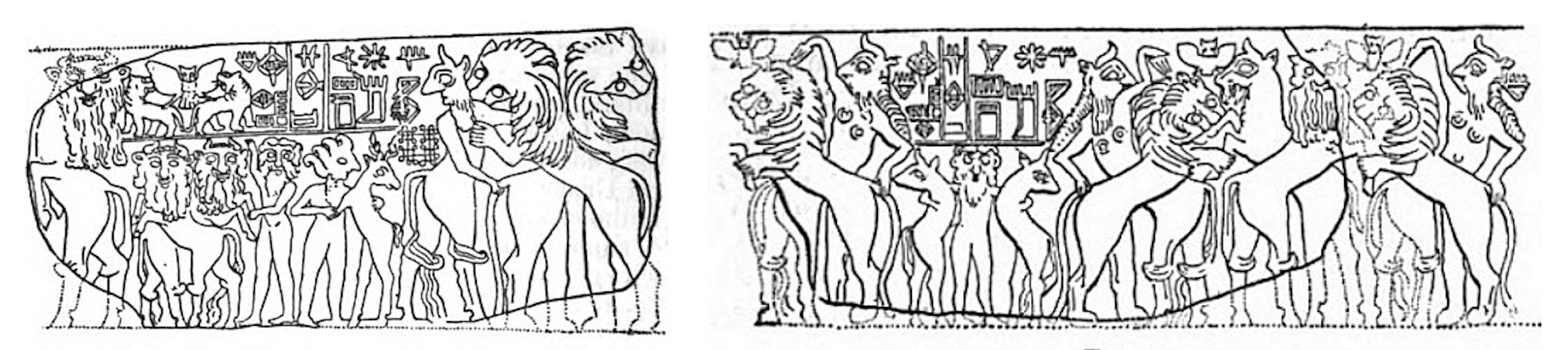
مهر های لوگالاندا.

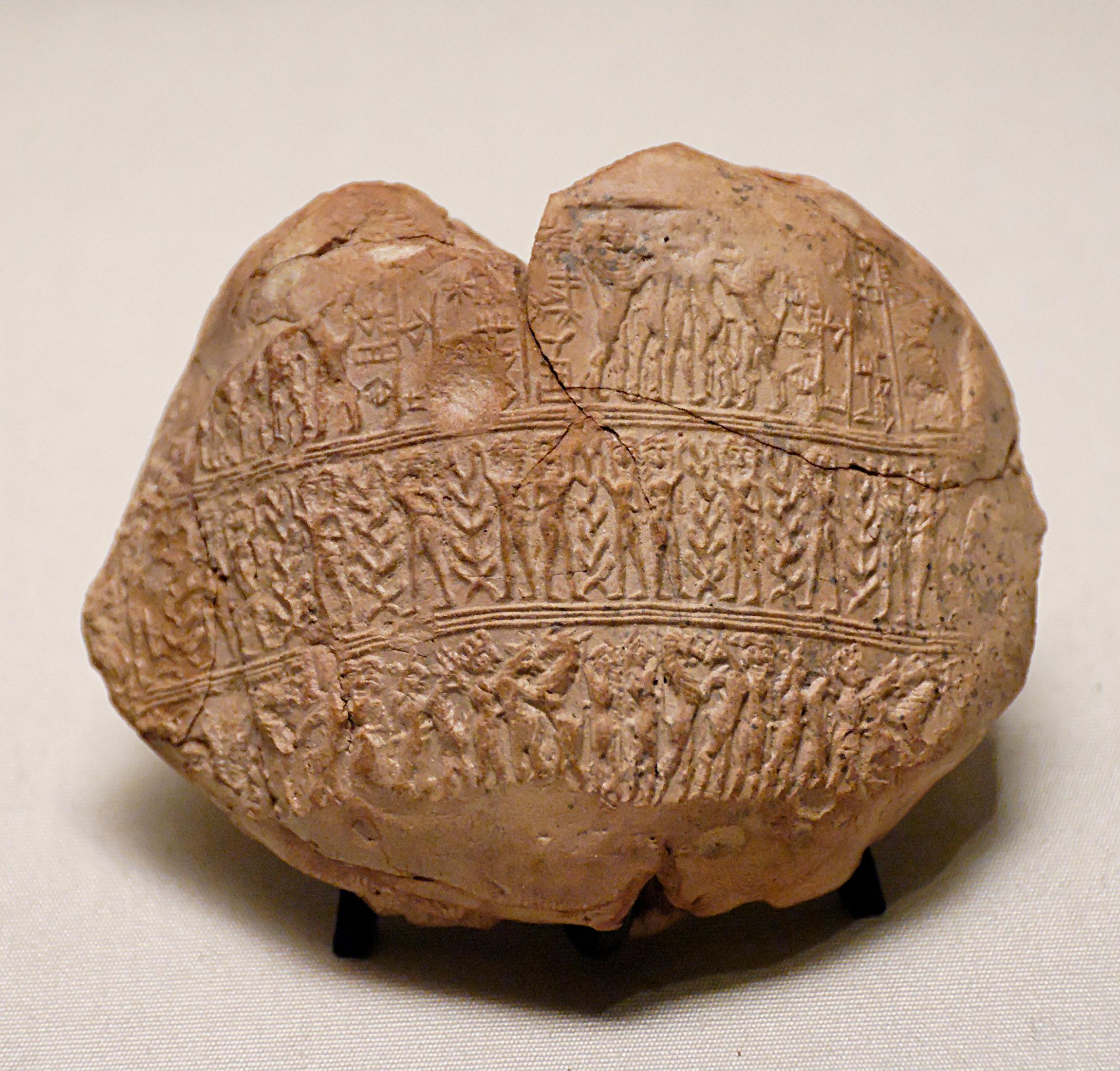
مهر سفالی بارانامترا، همسر لوگالاندا.
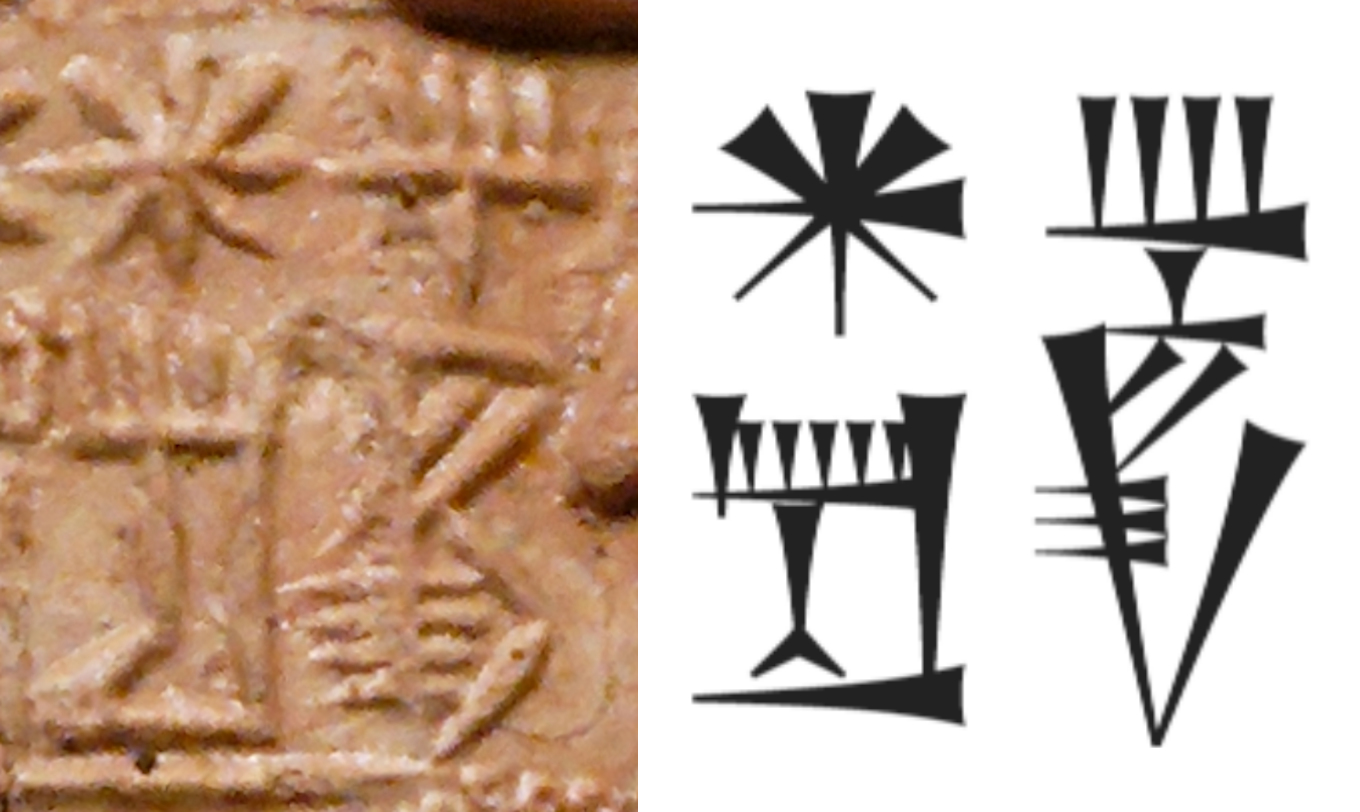
نام "لوگال-آندا" در یک متن میخی
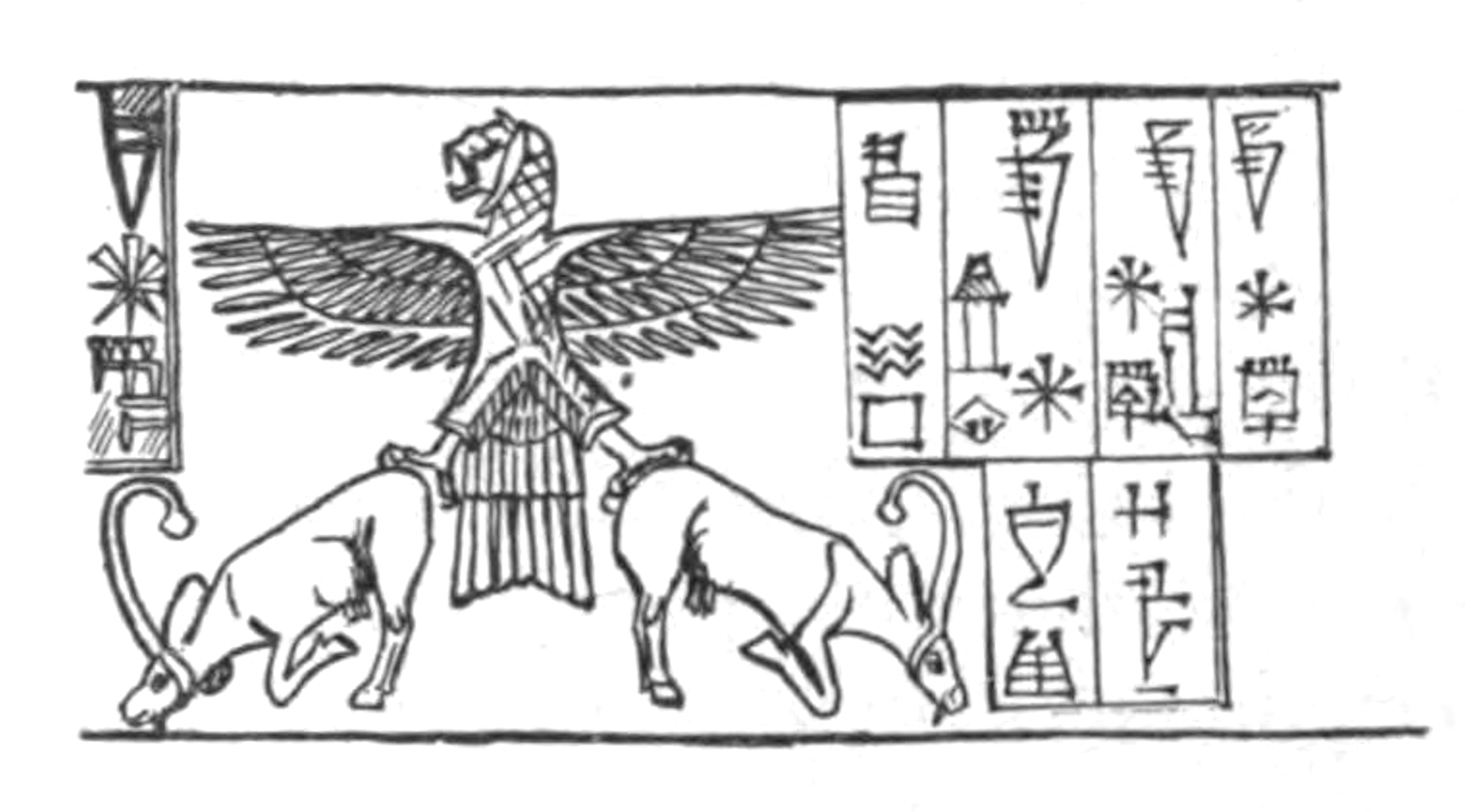
نام لوگالاندا بر یک مهر